# ノース・フェリビー・ユナイテッドAFC
ノース・フェリビー・ユナイテッド・フットボールクラブ（North Ferriby United Association Football Club）はイングランド、イースト・ライディング・オブ・ヨークシャー州、ノース・フェリビーを本拠地としていたサッカークラブチームである。
2019年3月15日、クラブは解散した。

## タイトル

### 国内タイトル
- ノーザンプレミアリーグ・プレミアディヴィジョン:1回

2012-2013
- ノーザンプレミアリーグ・ディヴィジョン1:1回

2004-2005
- ノーザンカウンティ・イーストリーグ・プレミアディヴィジョン:1回

1999-2000
- ノーザンカウンティ・イーストリーグ・ディヴィジョン1:1回

1985-1986
- ヨークシャー・フットボールリーグ・ディヴィジョン2:1回

1970-1971
- ノーザンカウンティ・イーストリーグ・プレジデンツカップ:3回

1990-1991,1998-1999,1999-2000
- イースト・ライディング・シニアカップ:13回

1970-1971,1976-1977,1977-1978,1978-1979,1990-1991,1996-1997,1997-1998
1998-1999,1999-2000,2000-2001,2001-2002,2002-2003,2006-2007
- ノーザンプレミアリーグ・チャレンジカップ:1回

2011-2012

### 国際タイトル
- なし